# Huelga general suiza de 1918
La huelga general suiza de 1918 (en alemán: Landesstreik, lit. 'huelga nacional o de país') tuvo lugar del 12 al 14 de noviembre de aquel año, justo después del final de la Primera Guerra Mundial, durante la cual el país se había mantenido neutral. Contó con la participación de unos 250.000 trabajadores y sindicalistas.
La huelga general se considera el conflicto sociopolítico más importante de Suiza desde la creación del Estado federal en 1848 y fue el preludio de numerosos cambios sociales y políticos. Aunque fue reprimida por el ejército, allanó el camino para la adopción de algunas de sus reivindicaciones en los años sucesivos.

## Antecedentes
La huelga general de 1918 fue la culminación de los violentos conflictos sociales que se produjeron en Suiza y en otros países europeos hacia el final de la Primera Guerra Mundial. Aunque Suiza se mantuvo neutral durante el conflicto, sí movilizó a su ejército para proteger las fronteras en caso de necesidad. Se llamó a filas a unos 220.000 hombres, muchos de ellos de la clase trabajadora. En un principio, el movimiento obrero suizo apoyó la causa de la defensa nacional.
El conflicto bélico había ocasionado importantes penurias económicas en Suiza, pese a no haber intervenido directamente en él. Se abrió una profunda brecha entre, por un lado, ciertos empresarios que habían obtenido enormes beneficios de guerra y unos agricultores favorecidos por una coyuntura económica positiva desconocida desde hacía mucho tiempo, y, por otro lado, una clase obrera cada vez más empobrecida, pero consciente de su peso, sobre todo en tiempos de guerra. La guerra disparó considerablemente el precio de los bienes de consumo. El precio del pan, por ejemplo, llegó a duplicarse entre 1914 y 1918. Aunque los agricultores y muchas empresas se beneficiaron de ello, los trabajadores se vieron perjudicados, pues sus salarios no aumentaban al mismo ritmo que los precios. Los salarios medios industriales se redujeron en una cuarta parte. Además, la movilización militar agravó la situación de los trabajadores y sus familias, pues no existía ninguna compensación por los salarios no percibidos y el sueldo de los soldados era muy inferior al de los operarios industriales. Las organizaciones obreras, cuyas reivindicaciones encontraban poca aceptación entre las autoridades, vieron en los paros laborales un medio de presión política. A partir de 1917 las huelgas se multiplicaron.

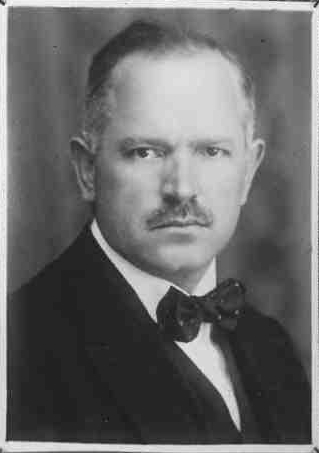
Robert Grimm.

En febrero de 1918, en una reunión celebrada en Olten, los líderes del Partido Socialista Suizo (PSS), los sindicatos del país y la prensa socialista decidieron crear el Comité de Acción de Olten (Oltener Aktionskomitee, OAK), con el objetivo de dotar al movimiento obrero y al Partido Socialista de una dirección unificada.Estaba dirigido por Robert Grimm, director del periódico socialista Berner Tagwacht y miembro de la cámara baja de la Asamblea Federal, el Consejo Nacional. Los demás miembros eran Friedrich Schneider y Rosa Bloch, en representación del PSS, y Karl Dürr, Konrad Ilg, August Huggler y Franz Reichmann, en representación de diversos sindicatos. El comité presentó al Consejo Federal numerosas reivindicaciones acompañadas de amenazas de huelga. Las autoridades, al contrario que en el pasado, tuvieron que tomar en consideración estas demandas sociales, al menos en parte.

## Preparación

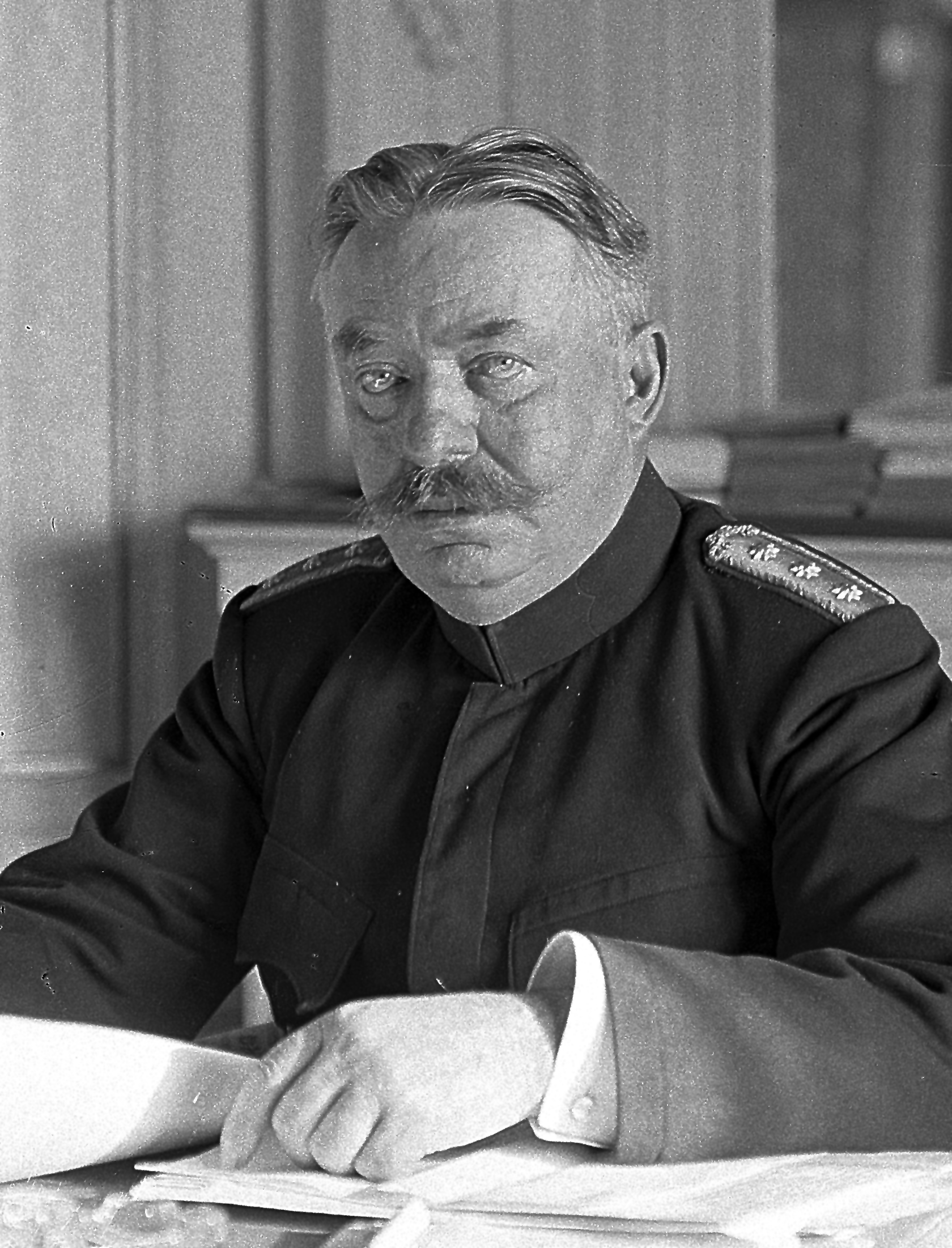
El general Ulrich Wille.

En el otoño de 1918, la inminente caída de la monarquía y el auge del movimiento obrero se hicieron patentes en Alemania y Austria-Hungría, y en los círculos burgueses creció el temor a que en Suiza ocurriera algo similar. Algunos miembros de la burguesía llegaron a considerar la huelga de los empleados de banca de Zúrich (el 30 de septiembre y el 1 de octubre, que fue respaldada por una huelga general local de la Unión Obrera), como el ensayo general de la revolución. Otros, como el general Ulrich Wille, querían dar una lección a los trabajadores insurrectos mientras el ejército estaba aún movilizado. El 7 de noviembre, tras la decisión del Consejo Federal de intervenir militarmente a petición del Consejo de Gobierno de Zúrich, la cúpula del ejército desplegó en la ciudad dos regimientos de infantería y dos brigadas de caballería a modo de demostración de fuerza.

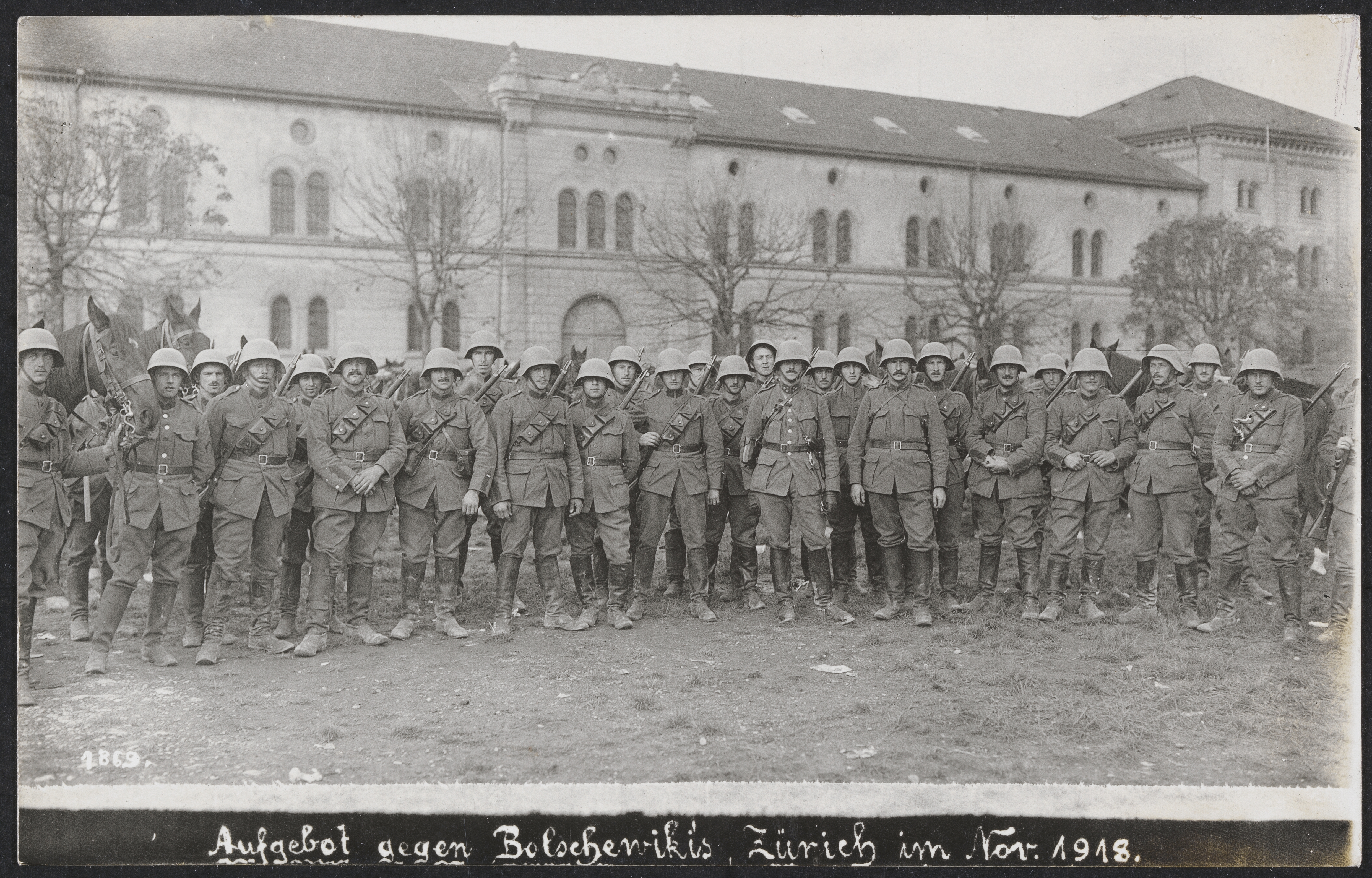
Tropas de caballería en el patio del cuartel de Aussersihl, en Zúrich.

La llegada de las tropas provocó la indignación de las organizaciones obreras, que acusaron al gobierno de pretender instaurar una dictadura militar, y el Comité de Olten se reunió en sesión extraordinaria aquel mismo día. En un intento por canalizar el movimiento de protesta se decidió, tras un largo debate, convocar un paro laboral en diecinueve ciudades industriales para el sábado 9 de noviembre (fecha de la caída del Imperio alemán). La jornada de huelga transcurrió pacíficamente y sólo en algunas de ellas, pues las organizaciones sindicales de las demás consideraron que no se les había dado tiempo suficiente para prepararse y, en consecuencia, no respondieron a la convocatoria del comité. En Zúrich, en cambio, los líderes obreros consideraron que la jornada de huelga propuesta por el comité era demasiado comedida y se comprometieron a continuar las movilizaciones hasta que el ejército se retirara de la ciudad.
El domingo 10 de noviembre el movimiento obrero de Zúrich había programado actividades para celebrar el primer aniversario de la Revolución de Octubre rusa. Aquel mismo día se tuvo noticia de la Revolución de Noviembre alemana y de la abdicación del káiser Guillermo II. El ejército prohibió todas las manifestaciones públicas. Se produjeron violentos enfrentamientos entre manifestantes y militares en la Münsterplatz que se saldaron con cuatro manifestantes heridos y un soldado muerto, lo que caldeó aún más los ánimos.

## Desarrollo de la huelga general

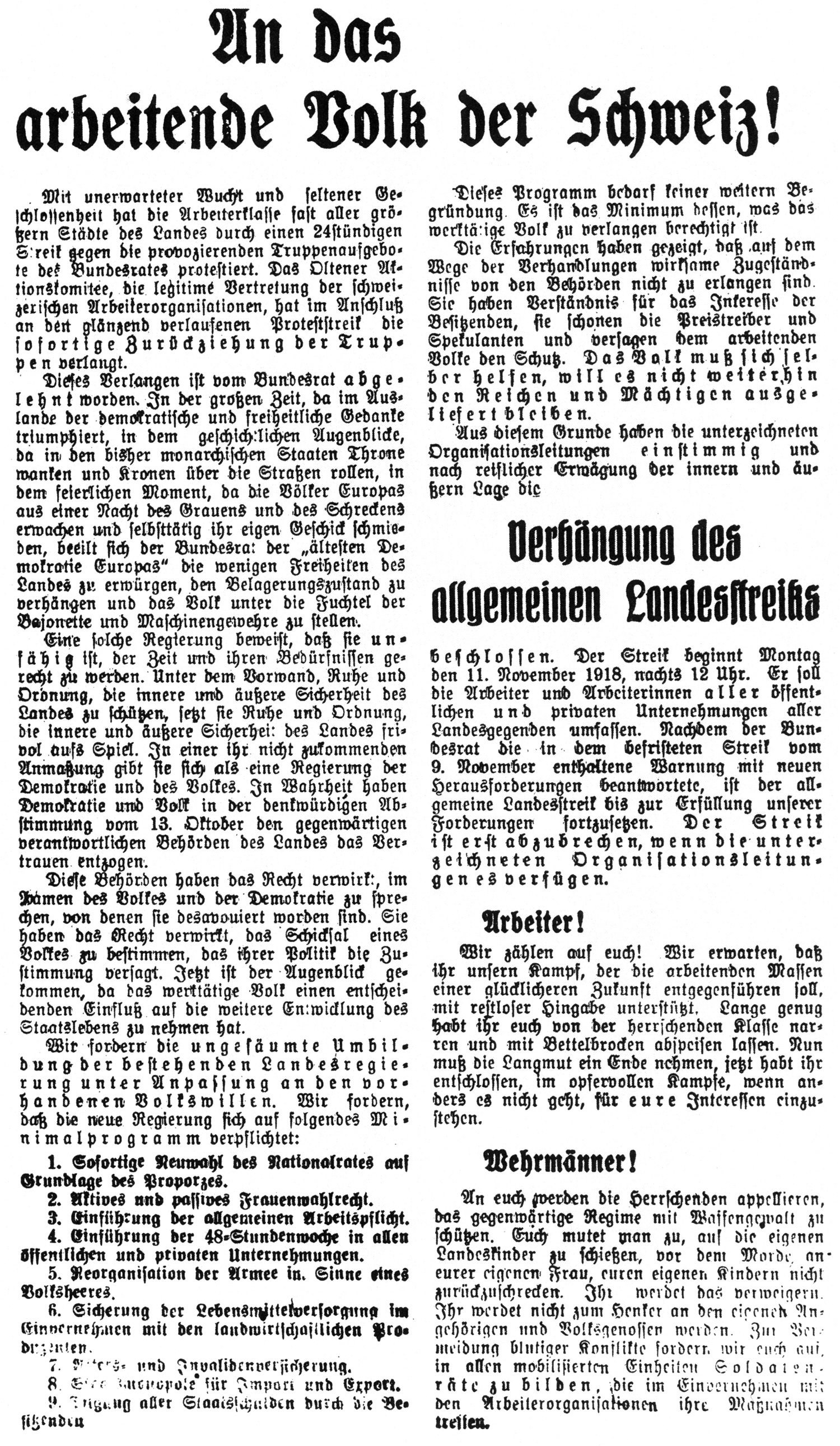
Folleto del Comité de Olten en el que se convoca a la huelga general.

Los altercados de Zúrich obligaron al Comité de Olten a reaccionar, pues se vio ante la disyuntiva de adherirse al planteamiento del movimiento obrero zuriqués o, por el contrario, perder toda su influencia. Sus miembros discutieron las posibles vías de actuación en una larga y tumultuosa reunión. Finalmente, el comité hizo pública una proclama titulada «Al pueblo trabajador de Suiza» en la que llamaba a la huelga general indefinida a contar del 12 de noviembre y presentaba un programa de reivindicaciones políticas y sociales de nueve puntos:
1. Nuevas elecciones al Consejo Nacional con el sistema de representación proporcional;
2. Sufragio femenino activo y pasivo;
3. Introducción del derecho al trabajo para todos;
4. Introducción de la semana de 48 horas en todas las empresas públicas y privadas;
5. Reforma del ejército para convertirlo en un ejército popular;
6. Medidas para asegurar el suministro de alimentos;
7. Seguro de vejez e invalidez;
8. Establecimiento de un monopolio estatal del comercio exterior;
9. Impuesto sobre el patrimonio para pagar la deuda pública.

El Consejo Federal, tras un primer momento de sorpresa, en el que se mostró dispuesto a hacer concesiones en lo relativo a las reformas sociales, endureció claramente su postura; varios gobiernos cantonales reaccionaron del mismo modo. Asimismo, hizo un llamamiento al pueblo suizo para que se pusiera del lado del gobierno. Ya el 11 de noviembre, el Consejo Federal decidió, amparándose en el régimen de plenos poderes, someter al personal federal a la ley marcial. También se movilizó al ejército: cerca de 110.000 soldados fueron desplegados en todo el país para restablecer el orden en los centros urbanos. Se garantizó temporalmente el funcionamiento de los servicios esenciales con la ayuda de altos funcionarios, estudiantes y miembros de la guardia burguesa en formación. Además, se decidió cerrar la misión diplomática de la Rusia soviética en Berna. Su personal, incluido el jefe de la misión, Yan Berzin, fue escoltado hasta la frontera alemana el 12 de noviembre.

Un vagón postal custodiado por los militares durante la huelga.

El 11 de noviembre, día del armisticio de Compiègne, la actividad laboral se reanudó en la mayoría de lugares, con la notable excepción de Zúrich. La huelga general comenzó, tal como estaba previsto, el martes 12 de noviembre. Según estimaciones de la Unión Sindical Suiza, la secundaron unos 250.000 trabajadores. La participación fue mayor en las zonas industriales del norte y el este de Suiza, de habla alemana, especialmente en Zúrich y en Basilea. La adhesión de los ferroviarios hizo que la huelga tuviera un gran impacto en las zonas rurales, donde en otras circunstancias los trabajadores no la habrían secundado, ya que no pudieron desplazarse a sus puestos de trabajo porque los trenes no circulaban. En muchos lugares de la Romandía francófona y el Tesino la convocatoria fue acogida con tibieza. En general, la huelga se desarrolló en un clima de calma, gracias en parte a algunas medidas preventivas que impusieron en sus feudos las organizaciones obreras, como la prohibición del consumo de alcohol. En el primer día de huelga no se registraron incidentes de importancia. En Basilea, los dirigentes gubernamentales y sindicales colaboraron para que las manifestaciones se desarrollaran de forma ordenada.

Militares custodian el Palacio Federal de Berna.

El Consejo Federal reaccionó inmediatamente y convocó una sesión extraordinaria de las dos cámaras de la Asamblea Federal para aquel mismo día 12. Algunos de los diputados necesitaron la intervención del ejército para poder llegar a Berna. El Presidente de la Confederación, el liberal Felix Calonder, abrió la puerta a las reformas sociopolíticas y a la participación de los socialistas en el gobierno, pero rechazó negociar con el Comité de Olten y en su discurso se opuso con dureza al que denominó «terror bolchevique» y a los «agitadores sin escrúpulos». Las mayorías burguesas del Consejo Nacional y del Consejo Federal, en sintonía con la cúpula del ejército, se mostraron inflexibles y dieron un ultimátum al Comité de Olten para que desconvocara la huelga antes de las 17.00 horas del 13 de noviembre. A las 2 de la madrugada del jueves 14 de noviembre, el comité y la dirección socialista, temiendo el estallido de un conflicto armado, acataron dicha decisión y emplazaron a los trabajadores a que volvieran al trabajo el viernes 15 de noviembre. La decisión del comité fue tomada por amplia mayoría, si bien Grimm y Schneider, un dirigente obrero de Basilea, expresaron su disconformidad.

Bloqueo ferroviario en la estación de Grenchen (cantón de Soleura), donde hubo tres muertos el 14 de noviembre de 1918.

La huelga se cobró sus primeras víctimas mortales aquel 14 de noviembre, cuando ya había sido desconvocada. En Grenchen, una localidad del cantón de Soleura, los militares dispararon contra unos huelguistas que estaban bloqueando las vías del tren, matando a tres de ellos e hiriendo a otros más. En Basilea y Zúrich los trabajadores recibieron con incredulidad la noticia de que la huelga había concluido. Schneider viajó a Basilea para convencerles de que volvieran a sus puestos de trabajo. El movimiento obrero de Zúrich, dirigido por Ernst Nobs, se mostró indignado por la decisión de desconvocarla y barajó la posibilidad de desoírla. Finalmente se impusieron los moderados y el día 15 se reanudó la actividad laboral en prácticamente todo el país, a excepción de las fábricas madereras y metalúrgicas de Zúrich, donde los obreros continuaron en huelga el fin de semana.

## Consecuencias y legado

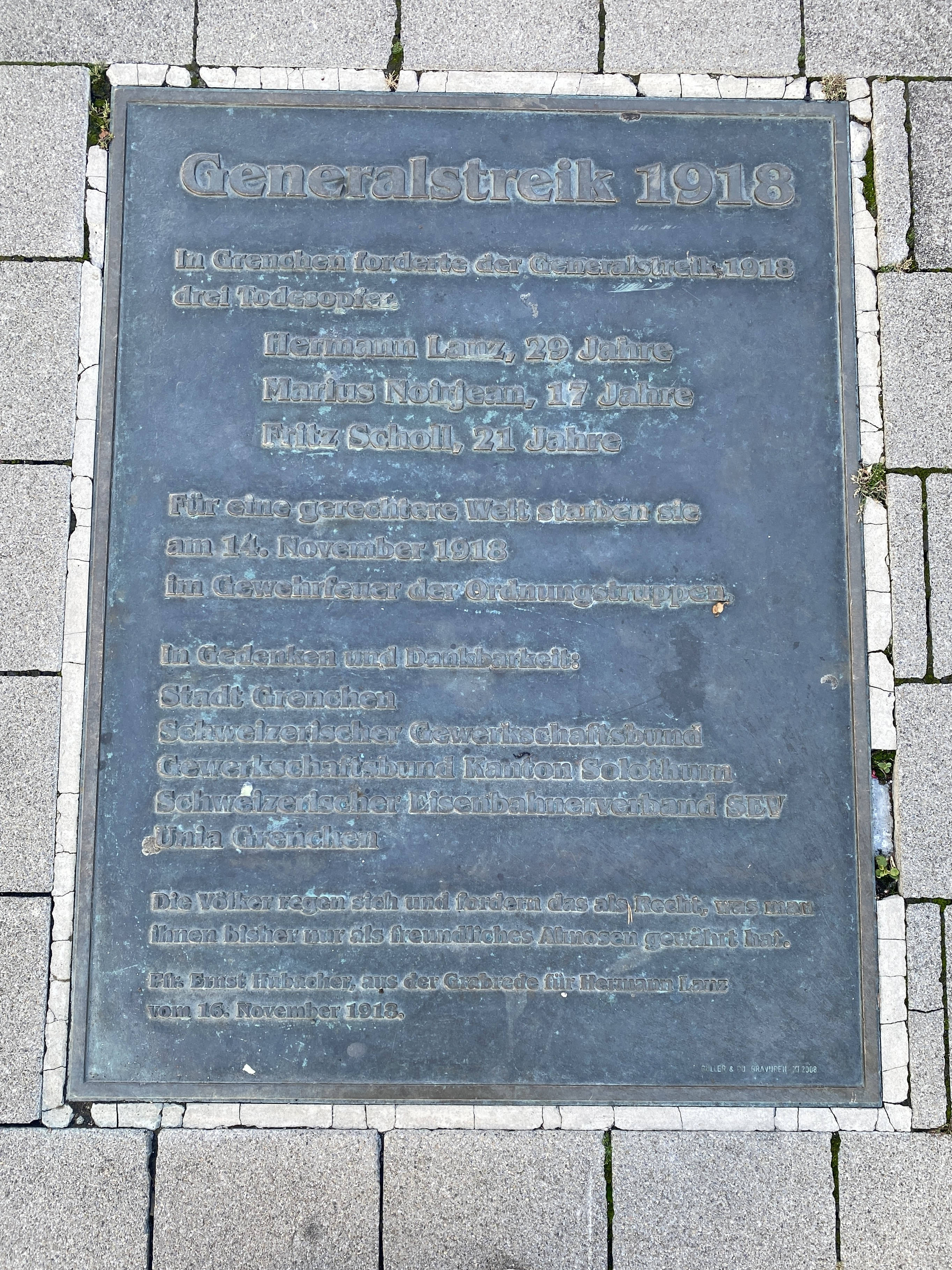
Placa en Grenchen en memoria de las víctimas mortales de la huelga general de 1918.

La huelga general de 1918 fue la crisis interna más grave en Suiza desde la Guerra del Sonderbund de 1847 y la formación del Estado federal suizo en 1848.
La huelga tuvo consecuencias muy diversas a corto y largo plazo, que fueron desde la represión hasta la adopción de reformas. Para una parte de los trabajadores las condiciones de trabajo empeoraron, algunos de ellos perdieron sus empleos o sufrieron deducciones salariales. La justicia militar procesó a más de 3.500 personas, principalmente trabajadores ferroviarios, que habían constituido la columna vertebral de las movilizaciones, de los cuales 147 fueron condenados. Entre el 12 de marzo y el 9 de abril de 1919 se celebró el juicio principal contra veintiún dirigentes por sedición. Un tribunal militar impuso una pena de seis meses de prisión a Robert Grimm, Friedrich Schneider y Fritz Platten, todos ellos miembros del Comité de Olten, por su participación en la publicación y difusión del folleto que llamaba a la huelga general. Por su parte, Ernst Nobs fue condenado a cuatro semanas de prisión por otro texto que publicó y que se consideró subversivo. Los cuatro cumplieron sus condenas, mientras que los otros diecisiete acusados fueron absueltos.

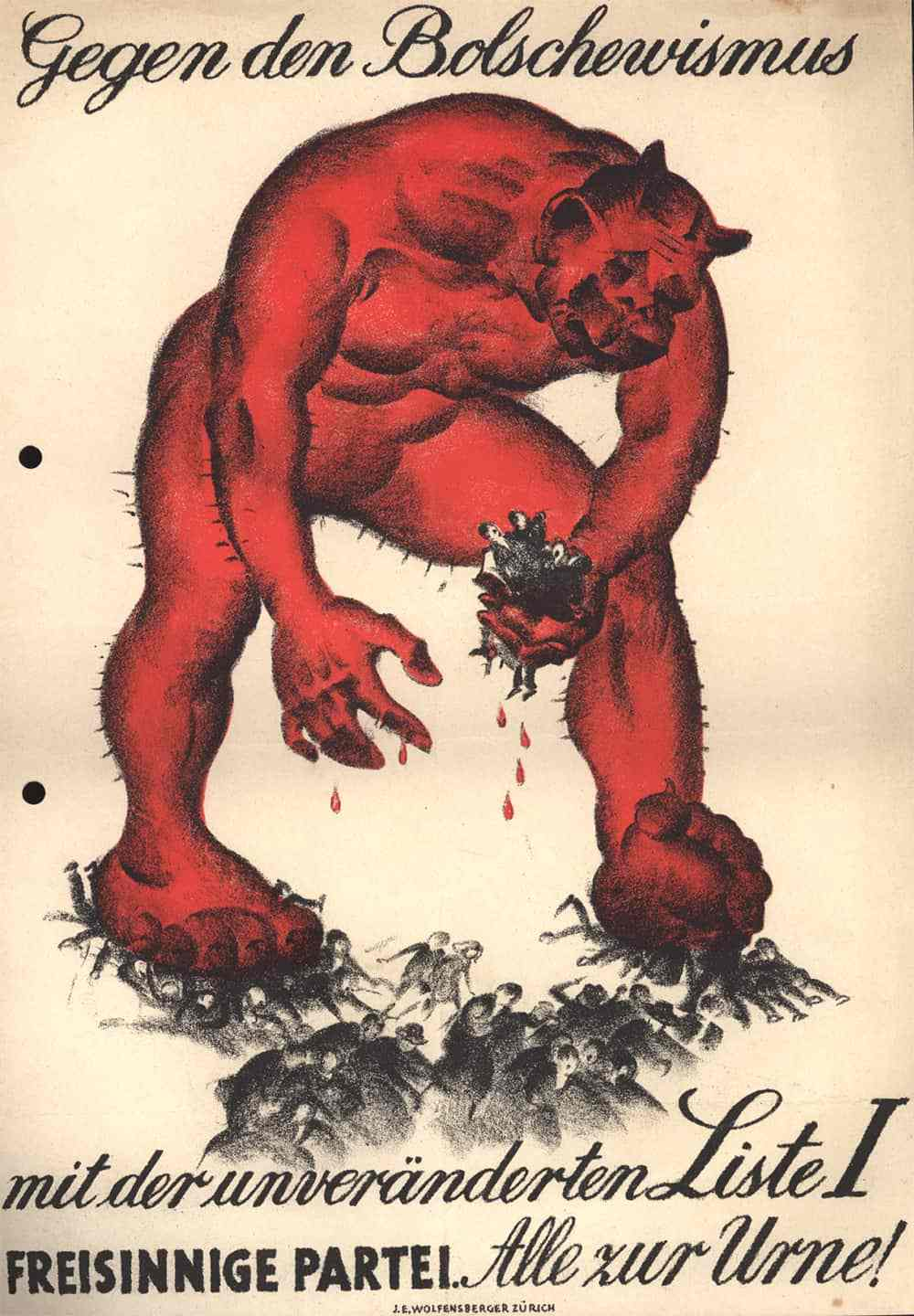
Cartel electoral del Partido Radical Democrático para las elecciones federales de 1919.

Dentro del bloque burgués, el ala reformista de los radicales perdió influencia; en Basilea, por ejemplo, dos miembros moderados del gobierno cantonal tuvieron que dimitir antes de finalizar su mandato. Las guardias burguesas consolidaron sus estructuras y dieron lugar a la creación de milicias burguesas y patrióticas, la más importante de las cuales fue la Federación Patriótica Suiza, fundada en 1919. Presentada como un intento revolucionario, la huelga general sirvió durante varias décadas para estigmatizar a la izquierda. Los partidos burgueses desconfiaron durante mucho tiempo del Partido Socialista, que no consiguió sentar a su primer representante en el Consejo Federal hasta 1943. Sólo después de su cincuentenario, en 1968, la opinión pública tomó conciencia de las investigaciones históricas que se habían iniciado en los años 50 y que exoneraban en gran medida a sus líderes.
Durante mucho tiempo, la capitulación de la izquierda hizo que la huelga general sólo fuera vista desde una perspectiva negativa, que relegaba a un segundo plano los logros conseguidos a medio y largo plazo, empezando por la drástica reducción de la jornada laboral ya en 1919 (48 horas semanales). Las relaciones laborales experimentaron grandes cambios. El sistema de colaboración social entre patronal y trabajadores, basado principalmente en el consenso y que en Suiza recibe el nombre de paz laboral, estriba en los acontecimientos de 1918. La industria exportadora, que hasta entonces sólo había llevado a cabo negociaciones de carácter limitado con los sindicatos y en sólo algunas ramas, se mostró dispuesta a firmar acuerdos de gran alcance. Las autoridades federales, en particular el Departamento de Economía Pública, fueron incluyendo cada vez más a los representantes sindicales en los procesos de toma de decisiones. Durante la Segunda Guerra Mundial, la experiencia de la huelga general impulsó a las autoridades a implicar desde un primer momento a las organizaciones obreras en la economía de guerra y a dar prioridad a la distribución de los recursos. También impulsó la celebración de convenios colectivos de trabajo incluso antes del final de la guerra y la creación, en el transcurso de la misma, del Seguro de Vejez y Supervivencia (AHV/AVS), que marcó un punto de inflexión en la política social.

### En la cultura
La huelga aparece en la novela de Meinrad Inglin Schweizerspiegel, publicada en 1938. Les signes parmi nous, escrita por Charles-Ferdinand Ramuz en 1919, cuenta la historia de un vendedor de biblias que viaja por toda Suiza y al que la gripe española y la huelga general hacen creer que se acerca el Apocalipsis. L'étranger dans la ville, de Jean-Paul Zimmermann, escrita en 1919 pero que no fue publicada hasta 1931, trata de cómo se vivió la huelga en la ciudad de Le Locle. En el plano cinematográfico, fue el tema de la docuficción de 2018 Generalstreik 1918: Die Schweiz am Rande eines Bürgerkriegs, dirigida por Hansjürg Zumstein, que ensalza el sentido de la responsabilidad que mostraron tanto los líderes sindicales como los cargos gubernamentales para evitar un derramamiento de sangre.